# Conura convergea
Conura convergea är en stekelart som beskrevs av Gérard Delvare 2003. Conura convergea ingår i släktet Conura och familjen bredlårsteklar.
Artens utbredningsområde är Costa Rica. Inga underarter finns listade i Catalogue of Life.